# Тонкосемянник можжевельниковый
Тонкосемя́нник можжеве́льниковый (лат. Leptospermum juniperinum) — вид цветковых растений рода Тонкосемянник (Leptospermum) семейства Миртовые (Myrtaceae). Деревянистый кустарник или небольшое дерево, родом из Восточной Австралии.

## Синонимика
- Leptospermum acerosum Schauer ex Otto & A.Dietr.
- Leptospermum aciculare S.Schauer
- Leptospermum aciculare var. majus S.Schauer
- Leptospermum aciculare var. minor S.Schauer
- Leptospermum scoparium var. aciculare (S.Schauer) Domin
- Leptospermum scoparium var. juniperinum (Sm.) Domin[2]